# I'm a Good Man
I'm a Good Man è un singolo  del disc jockey francese Martin Solveig pubblicato nel giugno 2004 come terzo e ultimo estratto dall'album Sur la terre.

## Tracce
CD maxi
1. I'm A Good Man (Original Extended Mix) – 7:54
2. I'm A Good Man (Mousse T Breakbeat Mix) – 7:24
3. I'm A Good Man (Mousse T E Funk Mix) – 9:21
4. I'm A Good Man (Mousse T E Funk Mix - MS Edit) – 7:05
5. I'm A Good Man (Mousse T E Funk Dub - MS Edit) – 6:18

## Classifiche
| Classifica (2004) | Posizione massima |
| ----------------- | ----------------- |
| Regno Unito       | 57                |